# ایست سامتر (کارولینای جنوبی)
ایست سامتر(به انگلیسی: East Sumter) شهری در ایالت کارولینای جنوبی کشور ایالات متحده آمریکا است که جمعیت آن در سرشماری سال ۲۰۱۰ میلادی، ۱٬۳۴۳ نفر بوده‌است.